# Tuojiangosaurus
Tuojiangosaurus (do latim "lagarto de Tuojiang") foi um género de dinossauro herbívoro e quadrúpede que viveu no fim do período Jurássico há 155 milhões de anos. Media em torno de 6 a 9 metros de comprimento e pesava entre 0,8 a 3,5 toneladas. A espécie-tipo é denominada Tuojiangosaurus multispinus
Ele viveu na Ásia e foi descoberto em Tuojiang, um rio da bacia de Sichuan na China em 1974. Em 1977 foi nomeado Tuojiangosaurus. Era bastante semelhante ao estegossauro em seus hábitos alimentares, sociais e também em morfologia, pórem as placas ósseas eram menos altas, mas mais pontiagudas. Conseguia se levantar com os membros posteriores, apoiando-se no tronco de uma árvore para apanhar as folhas dos ramos. Vivia em pequenos bandos e alimentava-se da vegetação rasteira muito abundante na época.

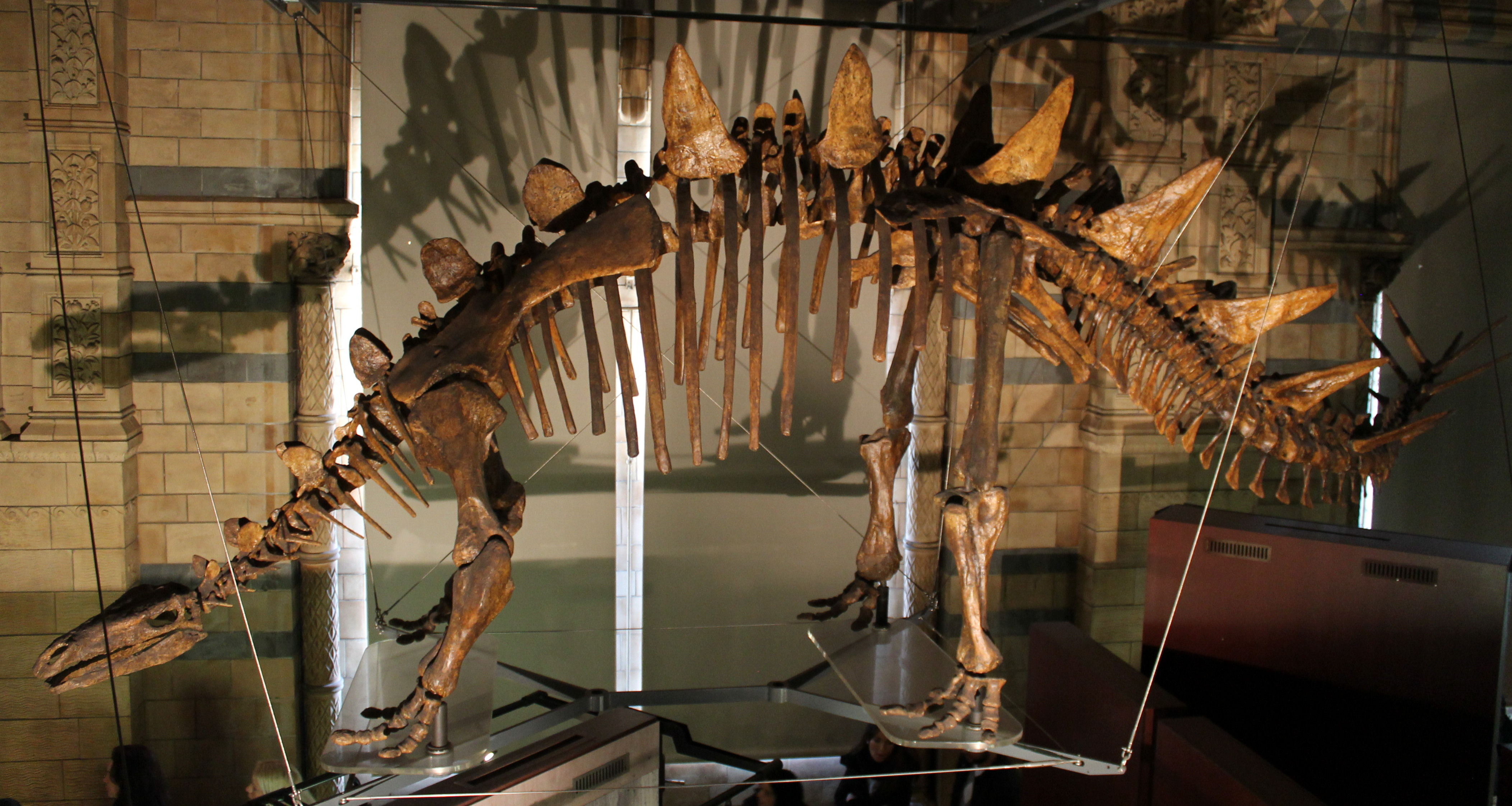
O esqueleto dum tuojiangossauro no Museu de História Natural de Londres.